# 남보헤미아주

남보헤미아주의 위치

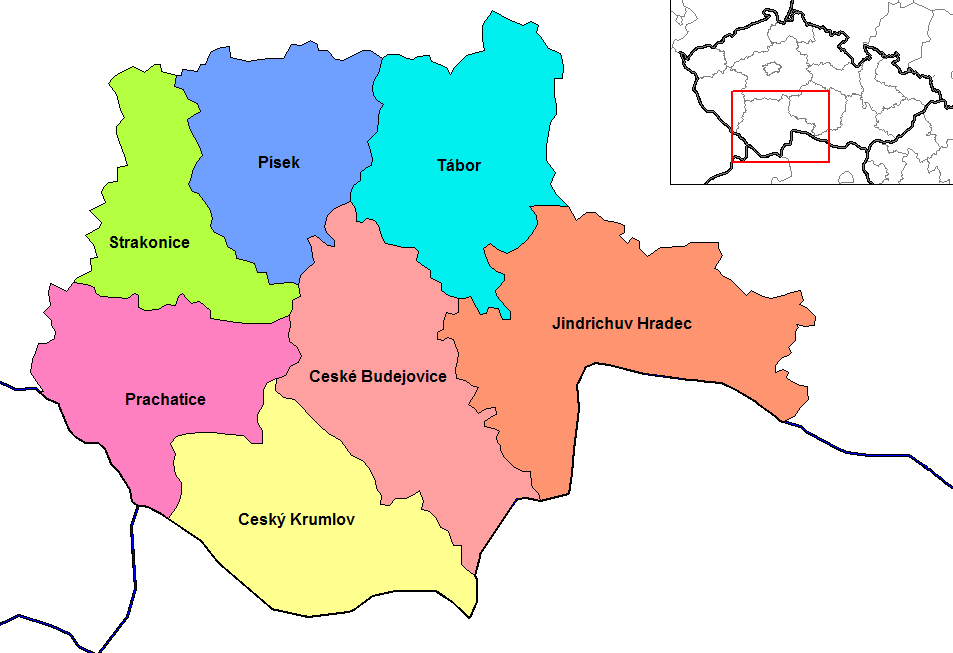
남보헤미아주가 관할하는 행정구

남보헤미아주(체코어: Jihočeský kraj 이호체스키 크라이[*]) 또는 남부보헤미아주는 체코 보헤미아 지방 남부에 위치한 주로, 주도는 체스케부데요비체이며 면적은 10,056km2, 인구는 643,160명(2011년 3월 기준), 인구 밀도는 64명/km2이다. 7개 구(체스케부데요비체구, 체스키크룸로프구, 인드르지후프흐라데츠구, 피세크구, 프라하티체구, 스트라코니체구, 타보르구)를 관할한다.
남쪽으로는 오스트리아, 독일과 국경을 접하며 서쪽으로는 플젠주, 북쪽으로는 중앙보헤미아주, 동쪽으로는 비소치나주, 남모라바주와 접한다.

주기
주 문장